# Alice (Oost-Kaap)
Alice is een stad met 15.000 inwoners, in Zuid-Afrika. De plaats is genoemd naar prinses Alice, de dochter van Queen Victoria. Vele van de huidige politieke leiders van Afrika zijn opgeleid aan de Universiteit van Fort Hare in Alice, onder meer voormalige president Nelson Mandela. De universiteit is ook het onderkomen voor het archief van ANC en van een der belangrijkste verzamelingen van Afrikaanse kunst.
De plaats werd oorspronkelijk "Lovedale" genoemd door de Europese zendelingen die zich daar in 1824 vestigden. Het was genoemd naar de zendeling dr. John Love De plaats werd nadien verlaten en de missiepost werd verhuisd naar de westelijke oever van de Thyume. Op de oostelijke oever werd een fort gebouwd, "Fort Hare", naar generaal-majoor John Hare, de luitenant-gouverneur van de Oost-Kaap. Alice was de bestuurlijke en gerechtelijke hoofdstad van het oude district Oost-Victoria. Thans maakt Alice deel uit van de gemeente Raymond Mhlaba.

## Subplaatsen
Het nationaal instituut voor de statistiek, Stats SA, deelt sinds de census 2011 deze hoofdplaats in in 6 zogenaamde subplaatsen (sub place), waarvan de grootste zijn:
Fort Hare University • Golf Course • Ntselamanzi.

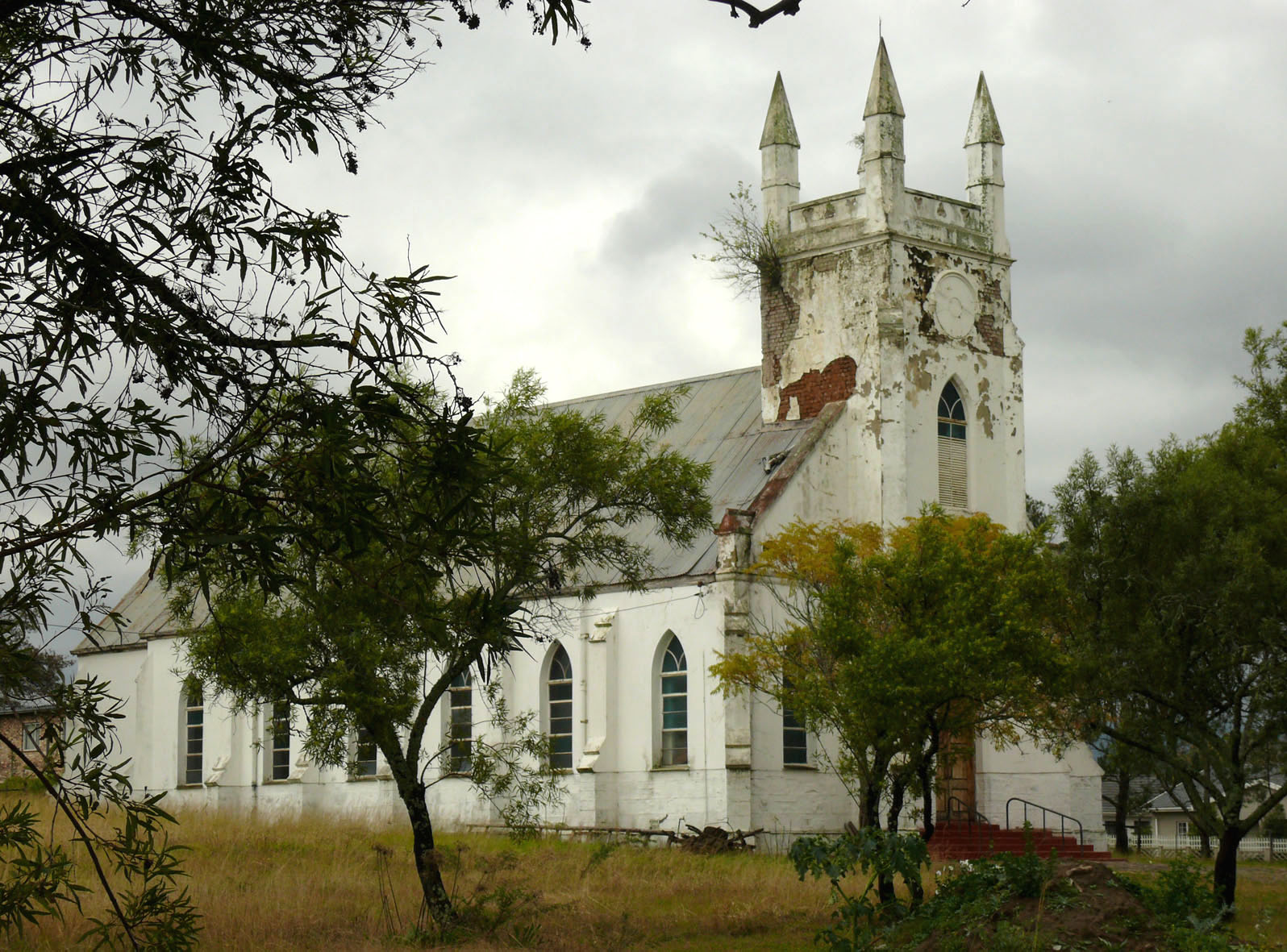
Voormalige Nederduits Gereformeerde kerk in Alice
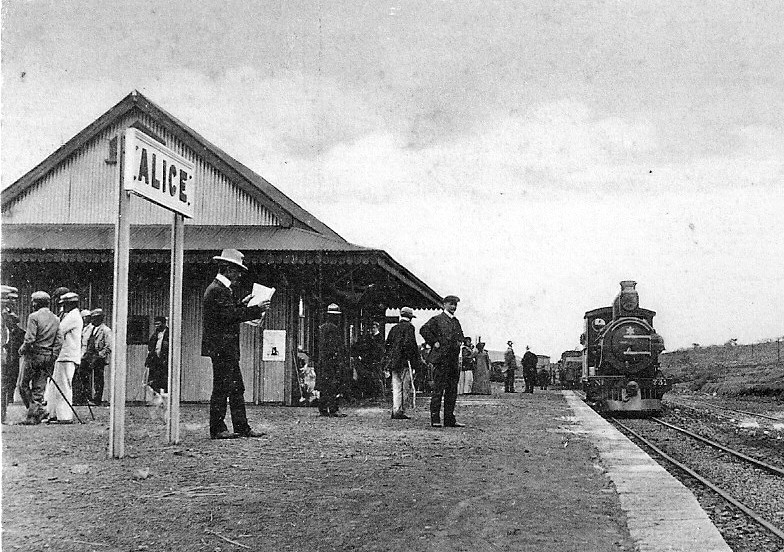
Historische afbeelding van het station van Alice
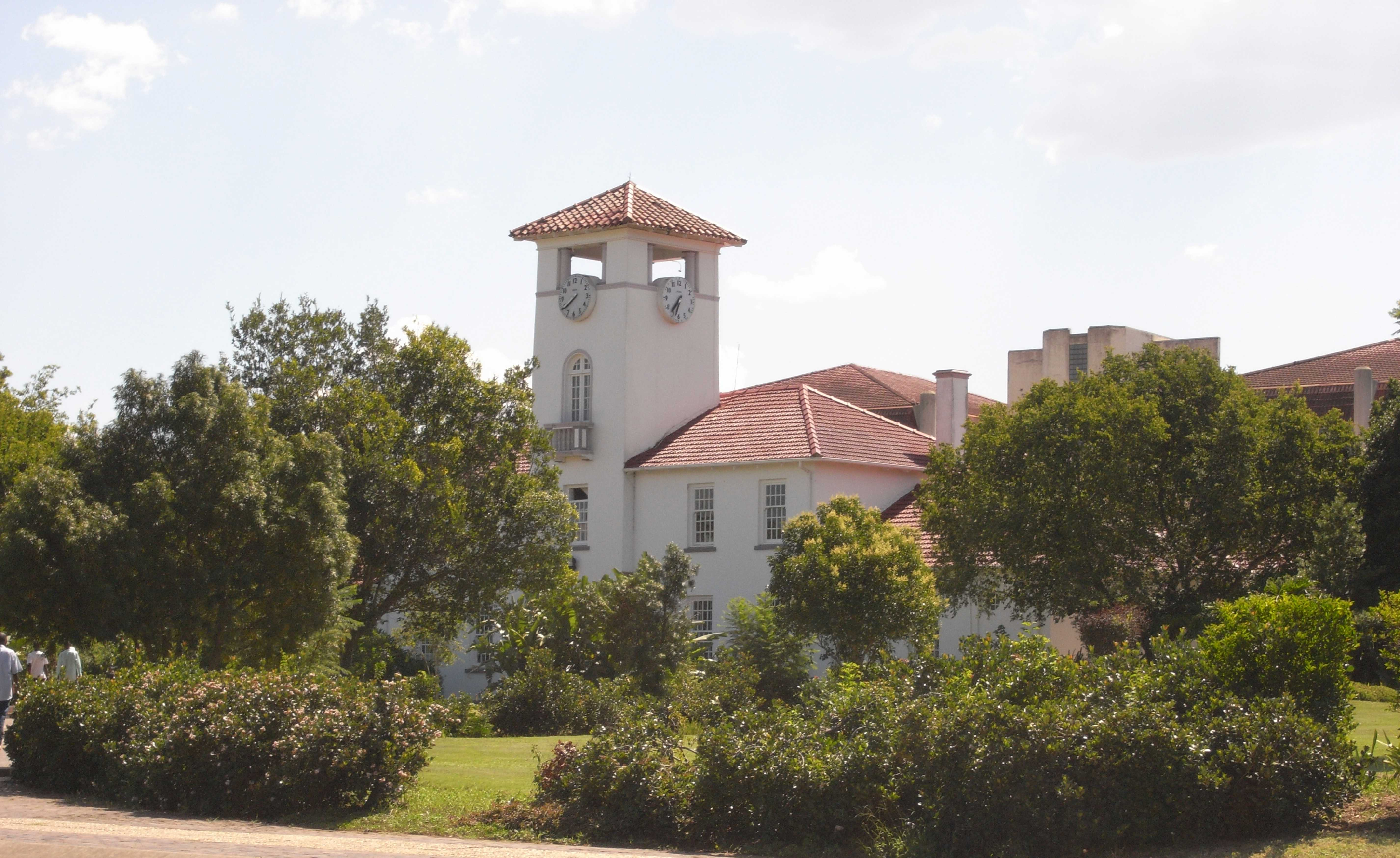
Fort Hare